# Открытый чемпионат Канады по снукеру
Открытый чемпионат Канады (англ. Canadian Open) — профессиональный нерейтинговый (пригласительный) снукерный турнир, проводившийся в 1970-х годах в Канаде.
В турнире принимали участие почти все лучшие снукеристы того времени. «Хозяин» соревнования, канадец Клифф Торбурн, побеждал в четырёх розыгрышах Canadian Open из семи.
Турнир прекратил существование после 1980 года.

## Победители
| Год  | Чемпион       | Финалист       | Счёт  |
| ---- | ------------- | -------------- | ----- |
| 1974 | Клифф Торбурн | Деннис Тейлор  | 8:6   |
| 1975 | Алекс Хиггинс | Джон Палмен    | 15:7  |
| 1976 | Джон Спенсер  | Алекс Хиггинс  | 17:9  |
| 1977 | Алекс Хиггинс | Джон Спенсер   | 17:14 |
| 1978 | Клифф Торбурн | Тони Мео       | 17:15 |
| 1979 | Клифф Торбурн | Терри Гриффитс | 17:16 |
| 1980 | Клифф Торбурн | Терри Гриффитс | 17:10 |